# Ranunculus turczaninovii
Ranunculus turczaninovii är en ranunkelväxtart som först beskrevs av Luferov, och fick sitt nu gällande namn av V.N. Voroschilov. Ranunculus turczaninovii ingår i släktet ranunkler, och familjen ranunkelväxter. Inga underarter finns listade i Catalogue of Life.